# Рибейру, Юри
Юри Оливейра Рибейру (порт. Yuri Oliveira Ribeiro; род. 24 января 1997, Виейра-ду-Минью) — португальский футболист, левый защитник английского футбольного клуба Блэкберн Роверс.

## Клубная карьера

### Бенфика
Рибейру родился в Швейцарии в семье португальских мигрантов и в возрасте двух лет переехал в Виейра-ду-Минью, округ Брага. Он начал играть в футбол в школе «Эскола Ос Кракес», четыре года спустя поступил в академию «Браги», а в возрасте 13 лет подписал контракт с «Бенфикой», где продолжил своё развитие и выиграл национальный молодёжный чемпионат в 2013 году.
Рибейру дебютировал за резервную команду «Бенфики» 29 мая 2015 года, выйдя в стартовом составе в домашнем матче против второй команды «Витории» в Сегунде. Следующий сезон он начал в качестве дублёра Педру Ребошу, и вышел на поле, когда тот получил травму в матче против «Варзим С.К.».
Рибейру впервые появился на поле в официальных матчах первой команды 14 декабря 2016 года, одержав полную выездную победу со счетом 3:0 над «Реал С.К.» в 16-м раунде Кубка Португалии. 3 января 2017 года он также вышел в стартовом составе в матче против «Визелы» в Таса-да-Лиге (победа со счетом 4:0 на «Эштадиу да Луш» в групповом этапе).
30 июня 2017 года Рибейру перешёл в «Риу Аве» на правах аренды сроком на один сезон. Его дебют в Примейере состоялся 7 августа в домашнем матче против «Белененсеша», который закончился со счётом 1:0. За год на «Вила-ду-Конди» он провёл в общей сложности 29 матчей и забил свой первый гол в карьере 21 января в домашнем матче против «Боавишты», который закончился со счётом 2:0.
Рибейру вернулся в «Бенфику» в сезоне 2018/19, продлив контракт с клубом ещё на пять лет. 14 февраля 2019 года он дебютировал в Европе, когда его команда обыграла «Галатасарай» со счётом 2:1 в первом матче 1/16 финала Лиги Европы УЕФА. Это была их первая победа в Турции.

### Ноттингем Форест
8 июля 2019 года Рибейру перешёл в английский клуб «Ноттингем Форест» на постоянной основе вместе с одноклубником по «Бенфике» Альфой Семеду, который перебрался на «Сити Граунд» на правах аренды сроком на один сезон. Юри дебютировал за новую команду 13 августа в первом раунде Кубка Английской футбольной лиги, отыграв все 90 минут в домашнем матче против «Флитвуд Таун», который закончился со счётом 3:0, и впоследствии стал основным игроком, выиграв конкуренцию у Джека Робинсона.
Рибейру забил свой первый гол за клуб 15 декабря 2020 года в матче против «Шеффилд Уэнсдей», который закончился со счётом 2:0. В июне следующего года он покинул клуб.

### Легия
23 августа 2021 года Рибейру подписал трёхлетний контракт с варшавской «Легией». Он был отпущен свободным агентом в конце сезона 2023/24.

### Брага
23 августа 2024 года Рибейру вернулся в «Брагу» спустя 12 лет после ухода, подписав контракт на два года. За время своего недолгого пребывания в клубе он принял участие в 15 играх и ушёл в качестве свободного агента.

### Блэкберн Роверс
Рибейру вернулся в чемпионат Английской футбольной лиги 3 февраля 2025 года, подписав контракт на четыре месяца с «Блэкберн Роверс». 3 апреля 2025 года Рибейро продлил соглашение с клубом до июня 2027 года.

## Сборная
Юри Рибейру представлял Португалию на Чемпионате Европы по футболу среди юношей до 17 лет в 2014 году, где помог своей команде дойти до полуфинала, в котором португальцы проиграли будущим победителям — сборной Англии. 7 июля 2016 года Рибейру был вызван в состав сборной до 19 лет для участия в чемпионате Европы среди юношей до 19 лет в Германии в том же году.
2 сентября 2016 года в возрасте 19 лет Рибейру впервые сыграл за сборную до 21 года, проведя на поле все 90 минут в домашнем матче с Израилем, завершившемся со счётом 0:0 в рамках отборочного турнира молодёжного Чемпионата Европы 2017.

## Личная жизнь
Рибейру назвали в честь Юрия Джоркаеффа после того, как его родители увидели игру французского футболиста за сборную Франции. Отец защитника был вратарем, а старший брат Ромеу также играл за «Бенфику» и сборную Португалии на юношеском уровне.

## Статистика выступлений
| Клуб             | Сезон            | Лига             | Лига | Лига | Национальный кубок | Национальный кубок | Кубок Лиги | Кубок Лиги | Прочие | Прочие | Итого | Итого |
| Клуб             | Сезон            | Дивизион         | Игры | Голы | Игры               | Голы               | Игры       | Голы       | Игры   | Голы   | Игры  | Голы  |
| ---------------- | ---------------- | ---------------- | ---- | ---- | ------------------ | ------------------ | ---------- | ---------- | ------ | ------ | ----- | ----- |
| Бенфика Б        | 2014–15          | Сегунда лига     | 1    | 0    | —                  | —                  | —          | —          | —      | —      | 1     | 0     |
| Бенфика Б        | 2015–16          | Сегунда лига     | 16   | 0    | —                  | —                  | —          | —          | —      | —      | 16    | 0     |
| Бенфика Б        | 2016–17          | Сегунда лига     | 30   | 0    | —                  | —                  | —          | —          | —      | —      | 30    | 0     |
| Бенфика Б        | Итого            | Итого            | 47   | 0    | —                  | —                  | —          | —          | —      | —      | 47    | 0     |
| Бенфика          | 2016–17          | Примейра-лига    | 0    | 0    | 1                  | 0                  | 1          | 0          | 0      | 0      | 2     | 0     |
| Бенфика          | 2018–19          | Примейра-лига    | 0    | 0    | 2                  | 0                  | 3          | 0          | 2      | 0      | 7     | 0     |
| Бенфика          | Итого            | Итого            | 0    | 0    | 3                  | 0                  | 4          | 0          | 2      | 0      | 9     | 0     |
| Риу Аве (аренда) | 2017–18          | Примейра-лига    | 25   | 1    | 3                  | 0                  | 1          | 0          | —      | —      | 29    | 1     |
| Ноттингем Форест | 2019–20          | Чемпионшип       | 27   | 0    | 1                  | 0                  | 3          | 0          | —      | —      | 31    | 0     |
| Ноттингем Форест | 2020–21          | Чемпионшип       | 25   | 1    | 0                  | 0                  | 1          | 0          | —      | —      | 26    | 1     |
| Ноттингем Форест | Итого            | Итого            | 52   | 1    | 1                  | 0                  | 4          | 0          | —      | —      | 57    | 1     |
| Легия            | 2021–22          | Экстракласа      | 12   | 0    | 3                  | 0                  | —          | —          | 3      | 0      | 18    | 0     |
| Легия            | 2022–23          | Экстракласа      | 24   | 1    | 5                  | 0                  | —          | —          | —      | —      | 29    | 1     |
| Легия            | 2023–24          | Экстракласа      | 27   | 0    | 0                  | 0                  | —          | —          | 11     | 2      | 38    | 2     |
| Легия            | Итого            | Итого            | 63   | 1    | 8                  | 0                  | —          | —          | 14     | 2      | 85    | 3     |
| Легия II         | 2021–22          | Лига III         | 1    | 0    | —                  | —                  | —          | —          | —      | —      | 1     | 0     |
| Брага            | 2024–25          | Примейра-лига    | 9    | 0    | 2                  | 0                  | 1          | 0          | 3      | 0      | 15    | 0     |
| Блэкберн Роверс  | 2024–25          | Чемпионшип       | 15   | 0    | 1                  | 0                  | 0          | 0          | 0      | 0      | 16    | 0     |
| Итого за карьеру | Итого за карьеру | Итого за карьеру | 212  | 3    | 18                 | 0                  | 10         | 0          | 19     | 2      | 259   | 5     |

1. 1 2 3  Выступление в Лиге Европы УЕФА
2. ↑  Выступление в Лиге конференций УЕФА

## Достижения
«Бенфика»
- Обладатель Кубка Португалии: 2016/2017[6]

 «Легия»
- Обладатель Кубка Польши: 2022/2023[34]
- Обладатель Суперкубка Польши: 2023[35]